# 貝雷茲努瓦蒂夫卡
48°14′3″N 34°30′48″E / 48.23417°N 34.51333°E
貝雷茲努瓦蒂夫卡（羅馬化：Bereznuvativka）是烏克蘭中部的村莊，隸屬第聶伯羅彼得羅夫斯克州的第聶伯羅區。該村處於赫魯希夫卡河畔，分別距離康斯坦丁尼夫卡1公里和梅若韦1.5公里，海拔高度94米，2001年人口734，2024年人口676。